# 羅林達 (加利福尼亞州)
羅林達（英語：Rolinda）是位於美國加利福尼亞州弗雷斯諾縣的一個非建制地區。該地的面積和人口皆未知。

## 地理
羅林達的座標為36°44′07″N 119°57′43″W / 36.73528°N 119.96194°W，而該地的平均海拔高度為77米（即253英尺）。